# マルティカ
マルティカ（Martika、本名Marta Marrero、1969年5月18日 - ）は、アメリカ合衆国の歌手・女優。

## 経歴
キューバ人移民の両親のもと、アメリカ合衆国のカリフォルニア州に生まれる。幼少期には子役として活躍。
その後、CBSレコードと契約を結び、正式デビュー前年の1987年にマルティカ&ザ・ウィ・アーズ名義でシングル「ウィ・アー・ミュージック (We Are Music)」（ソニー・カセットテープCMソング）を日本のみでリリースする。
1988年、アルバム『誘惑のマルティカ』のリリースにより正式に歌手デビューし、デビュー・シングルの「ときめき・ヴァージン・ラヴ」が最高18位（全米シングルチャート、以下同じ）を記録する。翌年には「トイ・ソルジャー」が1位を記録し、続いて「空が落ちてくる (I Feel The Earth Move)」（キャロル・キングのカヴァー）が25位を記録した。しかし1991年にリリースしたプリンスとの共作による2枚目のアルバム『マルティカズ・キッチン』がヒットせず、以降は目立った活動をしなくなった。日本では、「トイ・ソルジャー」の日本語バージョンをリリースするなど、第1次女性ティーンエイジ・アイドル・ブームの火付け役となったティファニー、デビー・ギブソンと共に人気が高かった。
2003年にはバンド「Oppera」を結成。2004年にはエミネムにより「トイ・ソルジャー」がサンプリングされた「ライク・トイ・ソルジャーズ」 (Like Toy Soldiers)が世に出たことで、ふたたび脚光を浴びることとなった。
最新作は、2005年リリースのアルバム『Oppera』。

## ディスコグラフィ

### スタジオ・アルバム
- 『誘惑のマルティカ』 - Martika (1988年)
- 『マルティカズ・キッチン』 - Martika's Kitchen (1991年)
- Violince (2004年) ※Oppera名義
- Oppera (2005年) ※Oppera名義

### EP
- 『スペシャル・タッチ』 - Special Touch (1989年)
- Twelve Inch Mixes (1992年)

### コンピレーション・アルバム
- Best Of: More Than You Know (1997年)
- I Feel the Earth Move (1998年)
- 『トイ・ソルジャー:ザ・ベスト・オブ・マルティカ』 - Toy Soldiers: The Best Of (2005年)
- Love... Thy Will Be Done (2005年)

### シングル
- 『ときめき・ヴァージン・ラヴ』 - "More Than You Know" (1988年)
- 『トイ・ソルジャー』 - "Toy Soldiers" (1989年)
- 『空が落ちてくる』 - "I Feel The Earth Move" (1989年)
- "More Than You Know" (1990年) ※再発
- "Water" (1990年)
- 『愛がすべて』 - "en:Love... Thy Will Be Done" (1991年),　プリンス (ミュージシャン)との共作。
- 『マルティカズ・キッチン』 - "Martika's Kitchen" (1991年)
- "Coloured Kisses" (1992年)
- "Safe In The Arms Of Love" (1993年)
- "Spirit" (1993年) ※リミックス、プロモーション盤のみ
- "Flow With the Go" (2014年)